# عبد الله الخيبري (لاعب كرة قدم مواليد 1997)
عبد الله علي الخيبري (مواليد 22 مايو 1997) هو لاعب كرة قدم سعودي يلعب حاليًا في نادي الروضة.

## مسيرة اللاعب
مثل نادي الصقور ونادي القيصومة ونادي الروضة.